# 2003年ブラジルグランプリ
2003年ブラジルグランプリ(2003 Brazilian Grand Prix)は、2003年のF1世界選手権第3戦として、2003年4月6日にインテルラゴス・サーキットで開催された。

## 予選
金曜日の予選1回目はウェット路面でアタックが行われ、ジャガーのマーク・ウェバーがトップタイムを記録した。
土曜日の予選2回目はドライコンディションとなり、フェラーリのルーベンス・バリチェロが地元ブラジルGPでは初のポールポジションを獲得。ブラジルGPにおける地元ドライバーのポール獲得は、1994年のアイルトン・セナ以来となった。

### 結果
| 順位 | No | ドライバー                       | チーム                   | タイム   | 差     |
| ---- | -- | -------------------------------- | ------------------------ | -------- | ------ |
| 1    | 2  | ルーベンス・バリチェロ           | フェラーリ               | 1'13.807 |        |
| 2    | 5  | デビッド・クルサード             | マクラーレン・メルセデス | 1'13.818 | +0.011 |
| 3    | 14 | マーク・ウェバー                 | ジャガー・コスワース     | 1'13.851 | +0.044 |
| 4    | 6  | キミ・ライコネン                 | マクラーレン・メルセデス | 1'13.866 | +0.059 |
| 5    | 7  | ヤルノ・トゥルーリ               | ルノー                   | 1'13.953 | +0.146 |
| 6    | 4  | ラルフ・シューマッハ             | ウィリアムズ・BMW        | 1'14.124 | +0.317 |
| 7    | 1  | ミハエル・シューマッハ           | フェラーリ               | 1'14.130 | +0.323 |
| 8    | 11 | ジャンカルロ・フィジケラ         | ジョーダン・フォード     | 1'14.191 | +0.384 |
| 9    | 3  | ファン・パブロ・モントーヤ       | ウィリアムズ・BMW        | 1'14.223 | +0.416 |
| 10   | 8  | フェルナンド・アロンソ           | ルノー                   | 1'14.384 | +0.577 |
| 11   | 17 | ジェンソン・バトン               | B・A・R・ホンダ          | 1'14.504 | +0.697 |
| 12   | 9  | ニック・ハイドフェルド           | ザウバー・ペトロナス     | 1'14.631 | +0.824 |
| 13   | 16 | ジャック・ヴィルヌーヴ           | B・A・R・ホンダ          | 1'14.668 | +0.861 |
| 14   | 10 | ハインツ＝ハラルド・フレンツェン | ザウバー・ペトロナス     | 1'14.839 | +1.032 |
| 15   | 20 | オリビエ・パニス                 | トヨタ                   | 1'14.839 | +1.032 |
| 16   | 12 | ラルフ・ファーマン               | ジョーダン・フォード     | 1'15.240 | +1.433 |
| 17   | 15 | アントニオ・ピッツォニア         | ジャガー・コスワース     | 1'15.317 | +1.510 |
| 18   | 21 | クリスチアーノ・ダ・マッタ       | トヨタ                   | 1'15.641 | +1.834 |
| 19   | 19 | ヨス・フェルスタッペン           | ミナルディ・コスワース   | 1'16.542 | +2.735 |
| 20   | 18 | ジャスティン・ウィルソン         | ミナルディ・コスワース   | 1'16.586 | +2.779 |

## 決勝

### 展開
スタート前から激しい雨に見舞われたため、開始時刻を遅らせた上に、セーフティカー先導によりスタートすることになった。9周目にセーフティカーが退出すると、ヘビーウェット路面にミシュランのレインタイヤの方が合っており、マクラーレンのキミ・ライコネンとデビッド・クルサードがワンツー体制を築いた。
19周目には1コーナーでラルフ・ファーマンがブレーキングした瞬間に突如右サスペンションが折れ、スピン状態のまま前方でコーナリング中のオリビエ・パニスに追突し両者リタイヤとなる。この事故で23周目までセーフティーカーが出動し、首位のライコネン以外は一斉にピットに飛び込んで給油作業を行った。
リスタート後の25周目、3コーナーでファン・パブロ・モントーヤとアントニオ・ピッツォニアが相次いでクラッシュ。この部分では大量の雨が川のように流れており、27周目には3番手まで順位を上げたミハエル・シューマッハも餌食となり、連続完走（入賞）記録が24戦でストップした。ここでセーフティカーが再出動し、トップのライコネンはピットインして9位まで順位を落とした。
魔の3コーナーでは31周目にヨス・フェルスタッペン、33周目にはジェンソン・バトンがクラッシュし、3度目のセーフティカーが導入された。すでに雨は上がっていたが、この区間が危険なため、各車レインタイヤでの走行を続けた。
44周目、2位のバリチェロが1コーナーでクルサードを抜いてトップに浮上し、サーキットは大歓声に包まれた。バリチェロはペースを上げてクルサードを引き離しにかかるが、2周後に燃料系のトラブルでストップし、母国GP初制覇は幻となった。
ふたたびクルサード、ライコネンがワンツー体制となり、3位はジョーダンのジャンカルロ・フィジケラ。フィジケラは7周目に給油して最後尾にまわった後、ピットインを行わずここまで進出してきた。路面が乾きつつある状況では、ミシュランタイヤユーザーがレインタイヤの磨耗に苦しむ一方で、フィジケラ、ハインツ・ハラルド・フレンツェン、ジャック・ヴィルヌーヴらブリヂストンタイヤユーザーの方が有利な展開になった。52周目、首位のクルサードがピットインして4位へ後退。54周目、フィジケラが最終コーナーでライコネンをかわしてトップに立った。
その直後、ウェバーがホームストレートの立ち上がりでスピン。右側のウォールにクラッシュしたマシンは激しくスピンしながら破片を撒き散らしコース左側に沿ってストップした。さらにそこを通りかかったフェルナンド・アロンソが、コース中央に落ちていたウェバーのマシンから外れたタイヤに衝突し、コース左右のバリアに弾かれるようにクラッシュした。この事故でウェバーは無事だったが、アロンソは自力でマシンから脱出するも負傷の為に歩くことが出来ず、事故現場に倒れこんだ。2台の事故現場にはマシンの破片やタイヤバリアから飛び散ったタイヤが散乱したため、ここで赤旗が提示され、規定周回数の75%以上を消化していたためレース終了となった。
赤旗提示時点ではフィジケラがトップを走行しており、ジョーダンのガレージは歓声に包まれた。しかし「赤旗終了の場合は赤旗提示時の周回数より2周前の順位を適用する」というルールにより、53周終了時の順位が採用され、優勝ライコネン、2位フィジケラ、3位アロンソと発表された。アロンソは精密検査のため病院へ搬送されており、表彰式には出られなかった。
なおレース後、ウェバーのクラッシュで黄旗が出ていたにもかかわらず二次被害を起こしたアロンソがペナルティの審議対象となった。アロンソは黄旗の提示位置が悪く確認が困難であった事を訴えたが、フィジケラはウェバーの事故現場を無事通過していたためアロンソ不利の見方が強かったが、結果として処分が課されることは無かった。

### 順位修正
後日、国際自動車連盟 (FIA) は「赤旗掲示の時点でフィジケラが56周目の周回に入っていた」とする情報をえて、4月9日にレース結果の再審議を告知。ブラジルのレーススチュワードを再招集してビデオ映像を含めた再審議を行った結果、その情報が正しかったことが判明した。
これによりレースの正式結果は54周終了時のものとなり、再審議から2日後の4月11日、FIAは正式に優勝はフィジケラ、2位がライコネンという結果を発表した。フィジケラはデビュー8年目、110戦目にして悲願の初優勝を達成。ジョーダンにとってはF1参戦200戦目での通算4勝目となり、チームとして最後の優勝になった。また、7位のウェバーと9位のラルフ・シューマッハの順位も入れ替わった。
一度はライコネンが勝者として表彰されたが、次戦サンマリノGPの前にセレモニーが催され、優勝トロフィーがライコネンからフィジケラに手渡され、コンストラクタートロフィーもロン・デニスからエディ・ジョーダンに手渡された。

### 結果
| 順位 | No | ドライバー                       | チーム                   | 周回数 | タイム/リタイア   | グリッド | ポイント |
| ---- | -- | -------------------------------- | ------------------------ | ------ | ----------------- | -------- | -------- |
| 1    | 11 | ジャンカルロ・フィジケラ         | ジョーダン・フォード     | 54     | 1:31'17.748       | 8        | 10       |
| 2    | 6  | キミ・ライコネン                 | マクラーレン・メルセデス | 54     | +0.945            | 4        | 8        |
| 3    | 8  | フェルナンド・アロンソ           | ルノー                   | 54     | +6.348/クラッシュ | 10       | 6        |
| 4    | 5  | デビッド・クルサード             | マクラーレン・メルセデス | 54     | +8.096            | 2        | 5        |
| 5    | 10 | ハインツ＝ハラルド・フレンツェン | ザウバー・ペトロナス     | 54     | +8.642            | 14       | 4        |
| 6    | 16 | ジャック・ヴィルヌーヴ           | B・A・R・ホンダ          | 54     | +16.054           | 13       | 3        |
| 7    | 4  | ラルフ・シューマッハ             | ウィリアムズ・BMW        | 54     | +38.526           | 6        | 2        |
| 8    | 7  | ヤルノ・トゥルーリ               | ルノー                   | 54     | +45.927           | 5        | 1        |
| 9    | 14 | マーク・ウェバー                 | ジャガー・コスワース     | 53     | +1 Lap            | 3        |          |
| 10   | 21 | クリスチアーノ・ダ・マッタ       | トヨタ                   | 53     | +1 Lap            | 18       |          |
| Ret  | 2  | ルーベンス・バリチェロ           | フェラーリ               | 46     | 燃料系            | 1        |          |
| Ret  | 17 | ジェンソン・バトン               | B・A・R・ホンダ          | 32     | クラッシュ        | 11       |          |
| Ret  | 19 | ヨス・フェルスタッペン           | ミナルディ・コスワース   | 30     | スピン            | 19       |          |
| Ret  | 1  | ミハエル・シューマッハ           | フェラーリ               | 26     | クラッシュ        | 7        |          |
| Ret  | 3  | ファン・パブロ・モントーヤ       | ウィリアムズ・BMW        | 24     | クラッシュ        | 9        |          |
| Ret  | 15 | アントニオ・ピッツォニア         | ジャガー・コスワース     | 24     | クラッシュ        | 17       |          |
| Ret  | 20 | オリビエ・パニス                 | トヨタ                   | 17     | 接触              | 15       |          |
| Ret  | 12 | ラルフ・ファーマン               | ジョーダン・フォード     | 17     | サスペンション    | 16       |          |
| Ret  | 18 | ジャスティン・ウィルソン         | ミナルディ・コスワース   | 15     | スピン            | 20       |          |
| Ret  | 9  | ニック・ハイドフェルド           | ザウバー・ペトロナス     | 8      | エンジン          | 12       |          |